# Luboniek
Luboniek – wieś w Polsce położona w województwie wielkopolskim, w powiecie kolskim, w gminie Kłodawa.
| SIMC    | Nazwa              | Rodzaj    |
| ------- | ------------------ | --------- |
| 0287042 | Bronisławów        | część wsi |
| 0287059 | Lubońskie Holendry | część wsi |

W latach 1954-1959 wieś należała i była siedzibą władz gromady Luboniek, po jej zniesieniu w gromadzie Kłodawa. W latach 1975–1998 miejscowość administracyjnie należała do województwa konińskiego.
Przez wieś przebiega droga wojewódzka nr 263.